# Saint John (Jersey)
Saint John (Jèrriais: St Jean) is van de twaalf gemeenten op Jersey op de Kanaaleilanden. Saint John ligt in het noorden van Jersey en grenst aan Saint Mary in het westen, Trinity in het oosten, en St Lawrence en Saint Helier in het zuiden.De gemeente heeft een oppervlakte van 4,846 vergées, of 8.7 km².

## Bezienswaardigheden
De kliffen aan de noordkust geven uitzicht op Jersey. De gemeente heeft het op twee na hoogste punt van Jersey, “Mont Mado” (155 m). Mont Mado werd in het verleden gebruikt als granietgroeve. Tegenwoordig wordt nog graniet gewonnen in de Ronez-groeve aan de noordkust. In deze gemeente ligt een kleine natuurlijke haven  Bonne Nuit.
De weg genaamd de "noordelijke route" (Frans: La Route du Nord) werd tijdens de Duitse bezetting aangelegd in het kader van werkverschaffing. Deze weg is nu gewijd aan het lijden van de arbeiders tussen 1939-1945.

## Buurtschappen
De gemeente is als volgt verdeeld in buurtschappen (Jersey: vingtaines):
- La Vingtaine du Nord
- La Vingtaine de Hérupe
- La Vingtaine du Douet

De gemeente bestaat uit één kiesdistrict en kiest één afgevaardigde in de Staten van Jersey. 

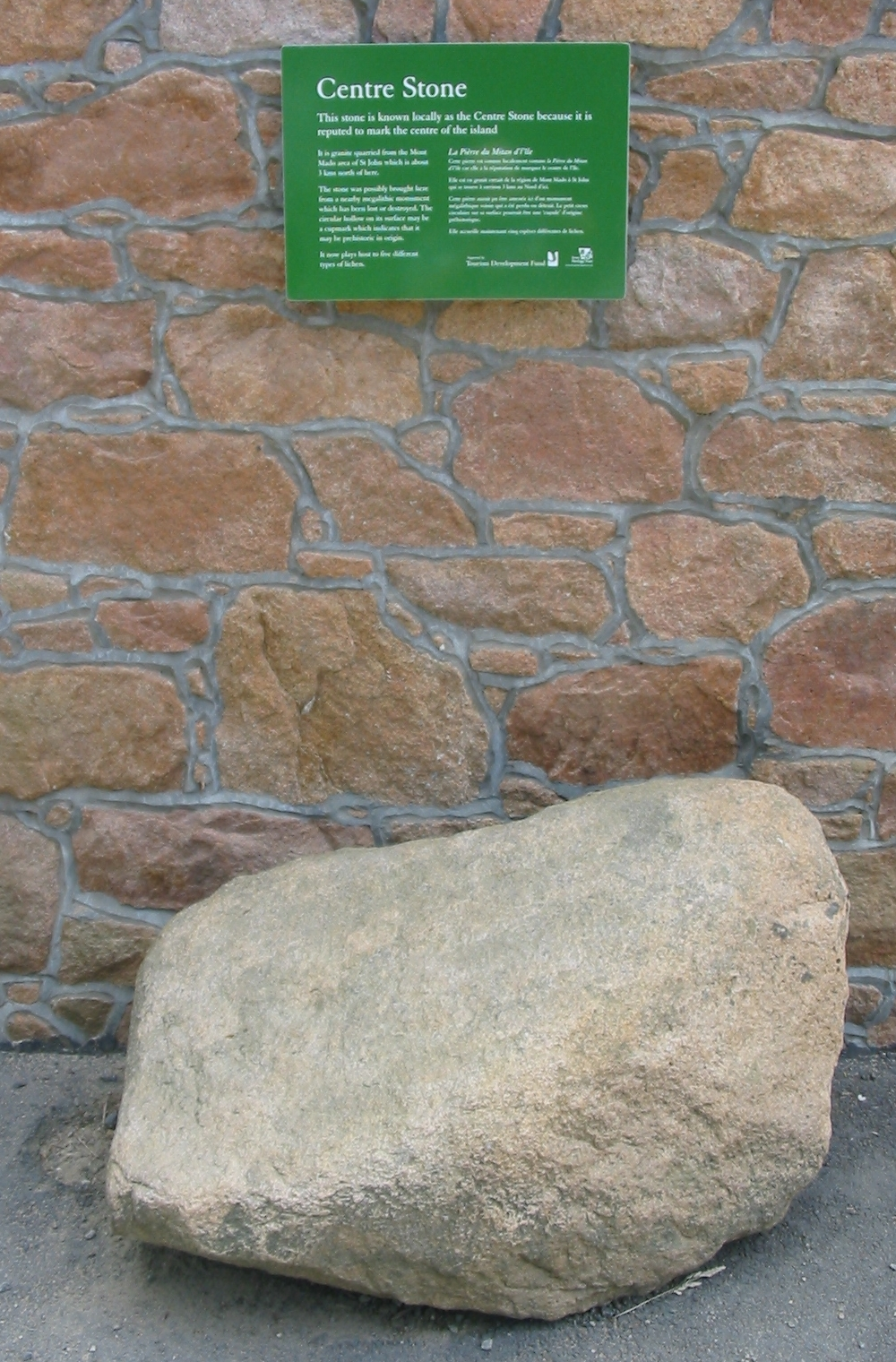
De Centre Stone bij Sion in St. John wordt als het midden van het eiland beschouwd. Moderne geografische berekeningen ontkrachten dit, echter de traditie wordt gehandhaafd. De steen komt uit de prehistorie en heeft inscripties bestaande uit concentrische ringen. Mogelijk is de steen afkomstig van een nabije Hunebed, die nu verdwenen is.

## Demografie
Saint John is de een na kleinste gemeente op Jersey met 2618 inwoners in 2001.
| 2440                  | 2520 | 2618 | 2911 |
| Statistiek start 1991 |      |      |      |

## Fotogalerij

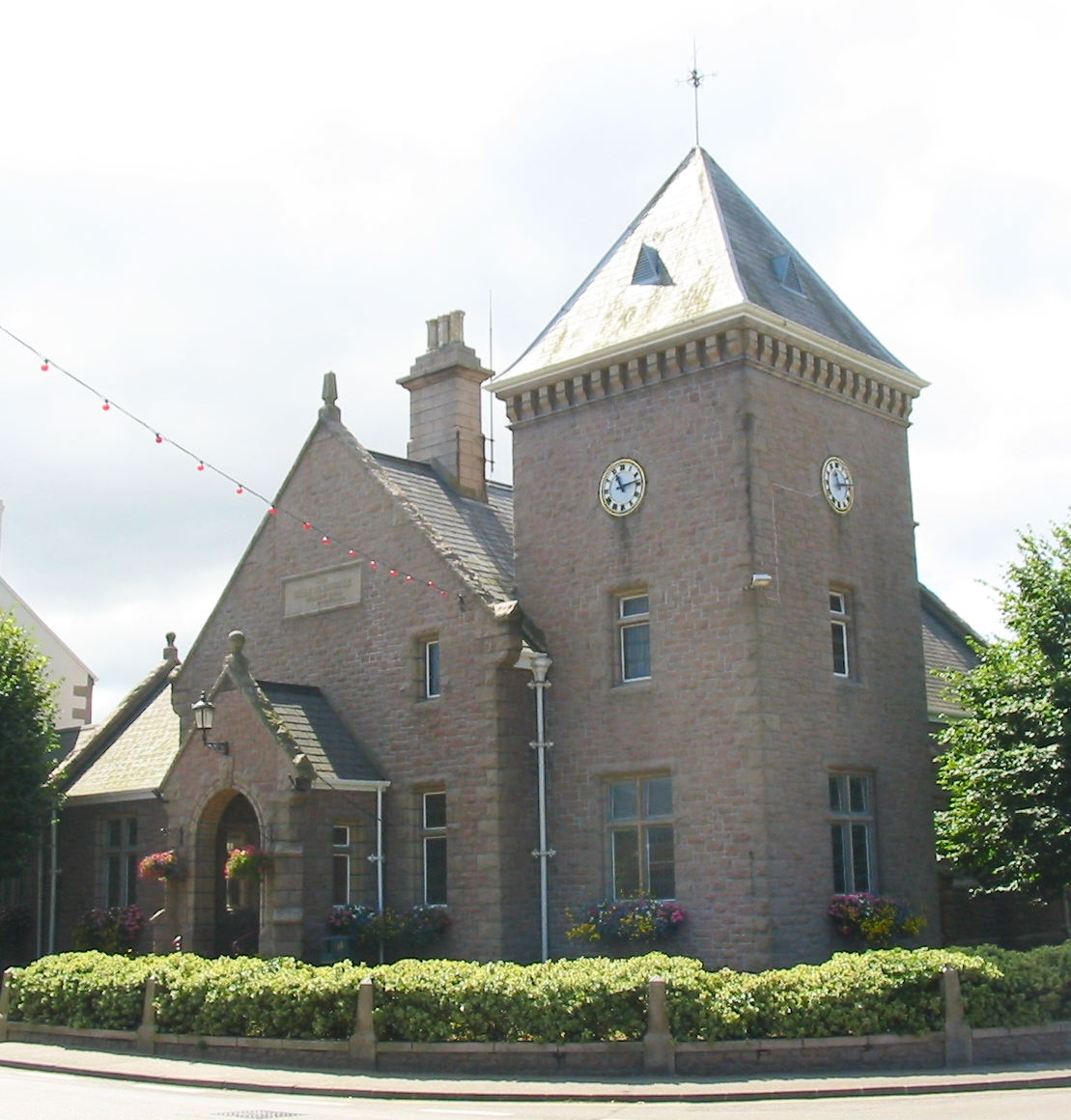
Gemeentehuis
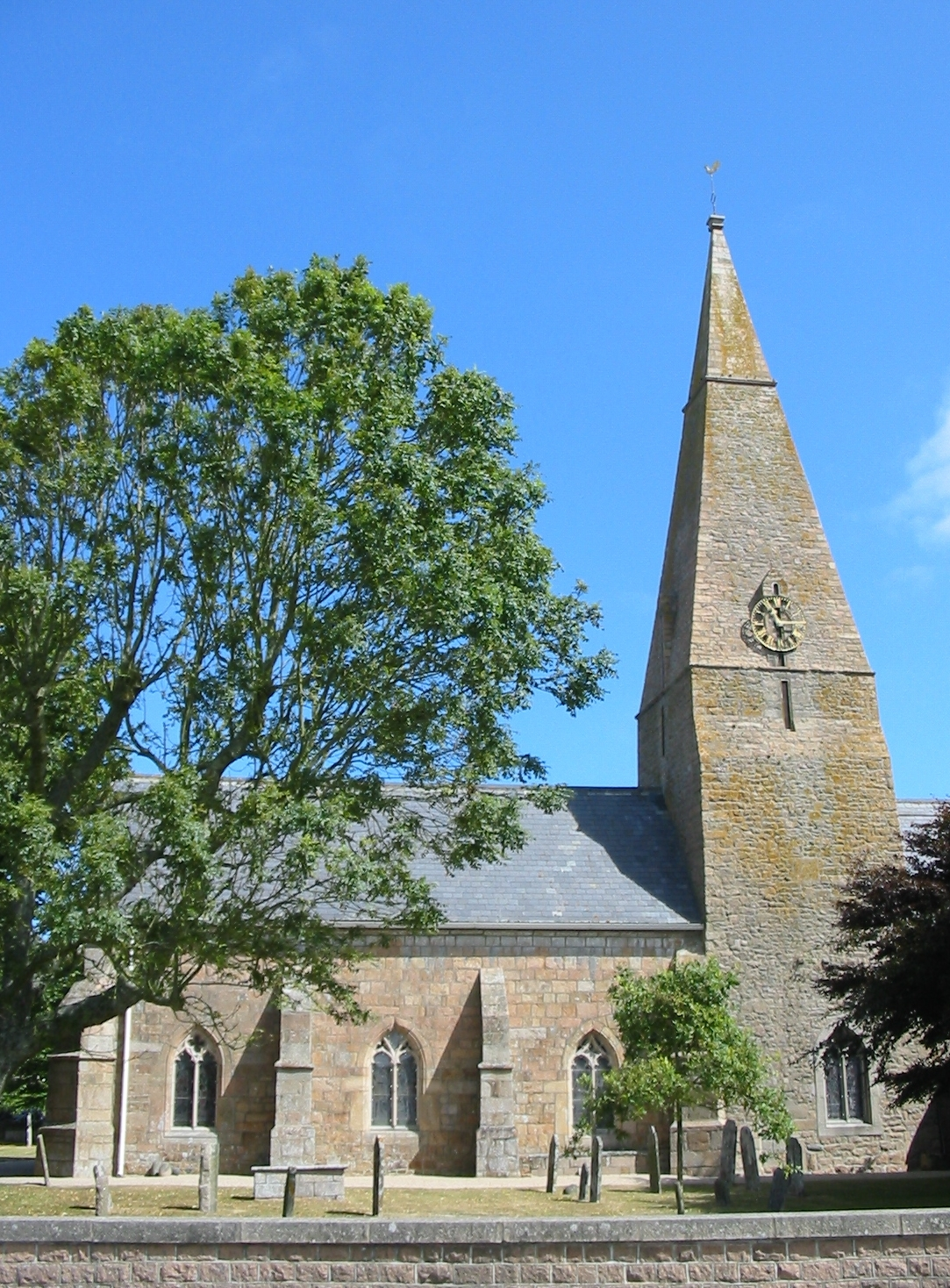
Gemeentekerk
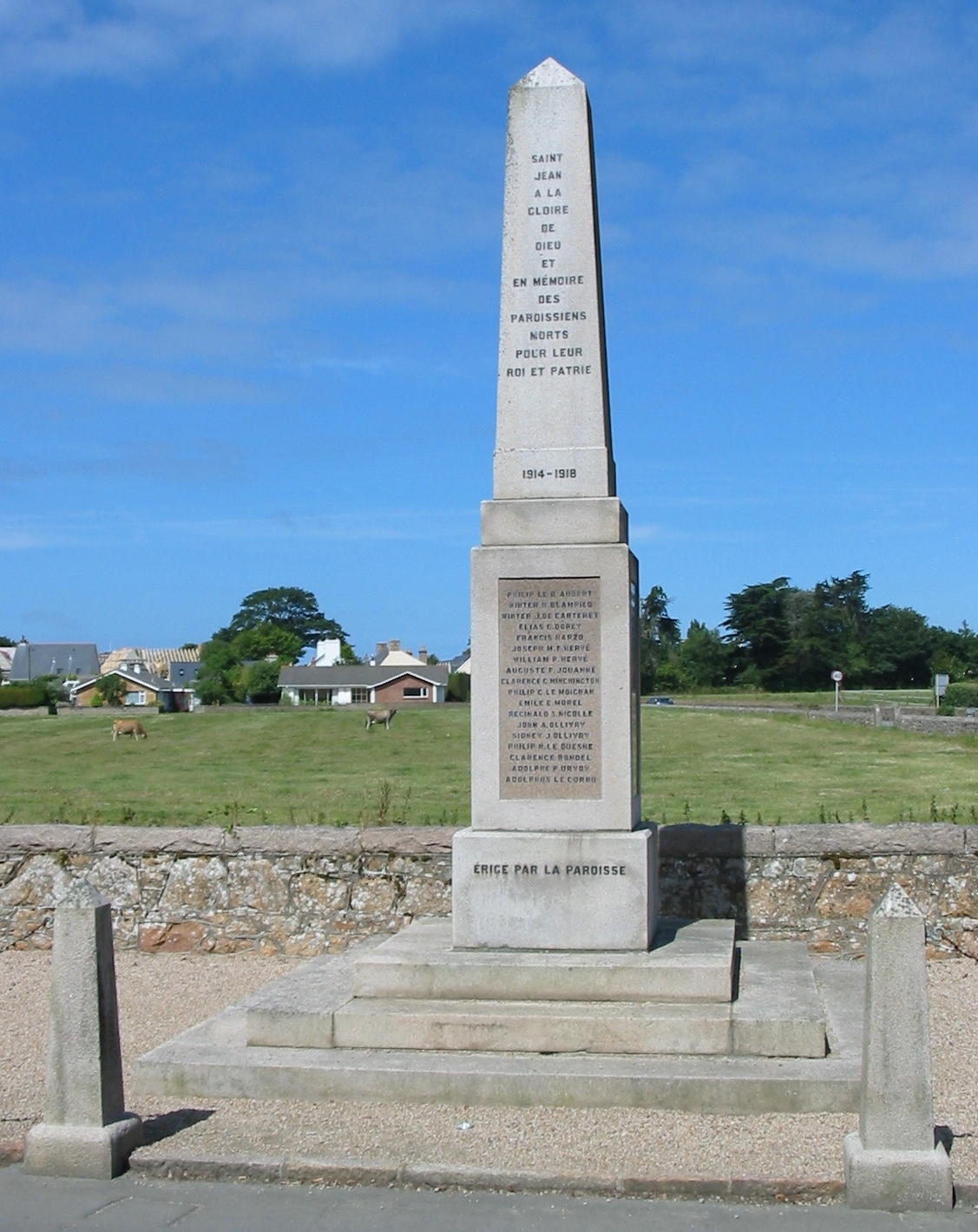
Oorlogsmonument
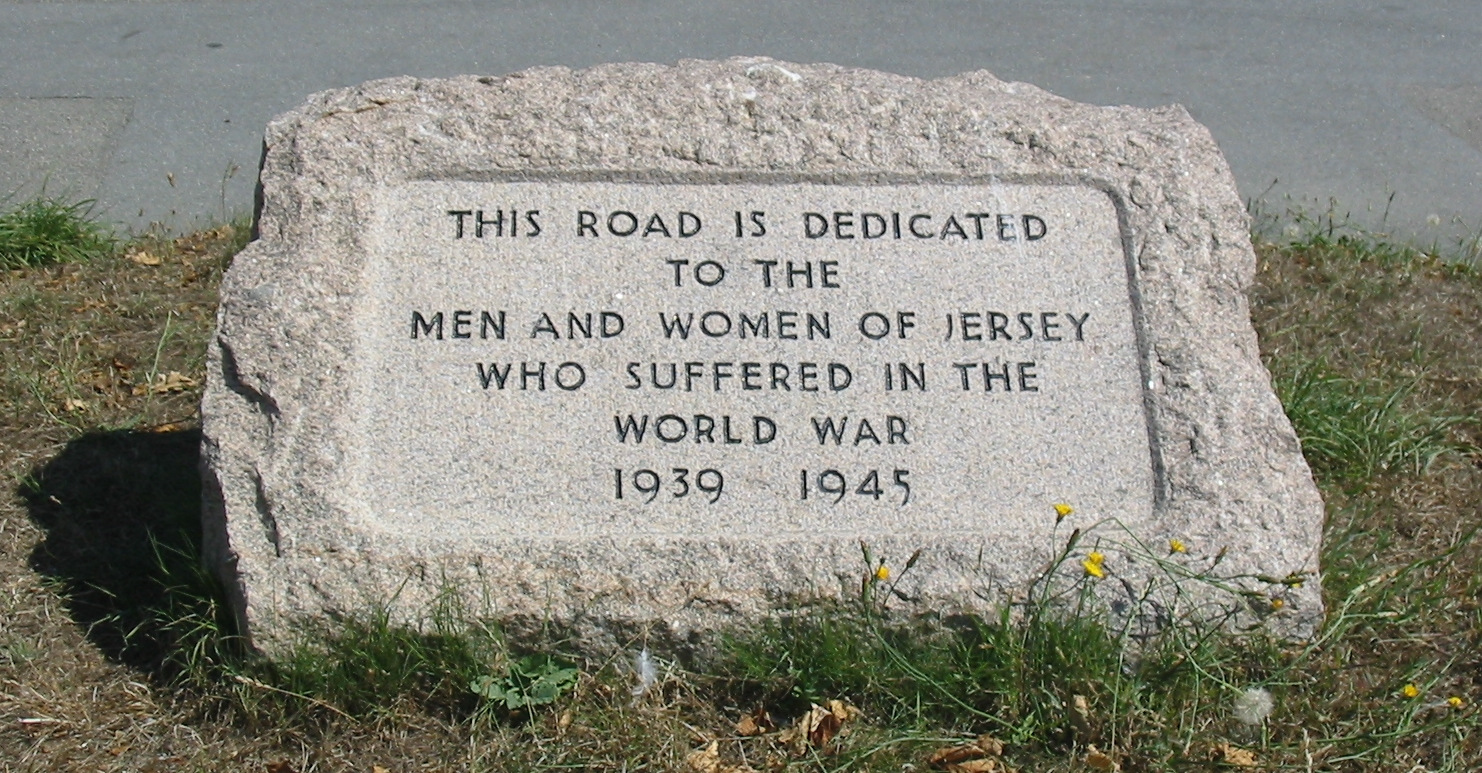
Herdenkingssteen Noordelijke route